# Schlieren (Petrologie)
Schlieren sind  planare, petrologische Anisotropien und nach primären Lagentexturen sehr bedeutsame magmatische Großstrukturen in Graniten und verwandten Gesteinen. Es handelt sich um Inhomogenitäten im Gesteinsverband, die schleierhaft und diffus als dunkle, langgestreckte oder streifig angeordnete, zonare Bänder und Girlanden zu Tage treten. Gegenüber dem Wirtspluton unterscheiden sie sich durch ihre sehr unterschiedliche chemisch/mineralogische Zusammensetzung, aber auch durch ihr anders geartetes Gefüge und Farbgebung. Oft umgrenzen Schlieren auch komplexere geometrische Strukturen, wie beispielsweise Einschlüsse. Ihre Entstehungsweise beruht generell auf magmatischen Fließbewegungen, die sie nachzeichnen.

## Etymologie

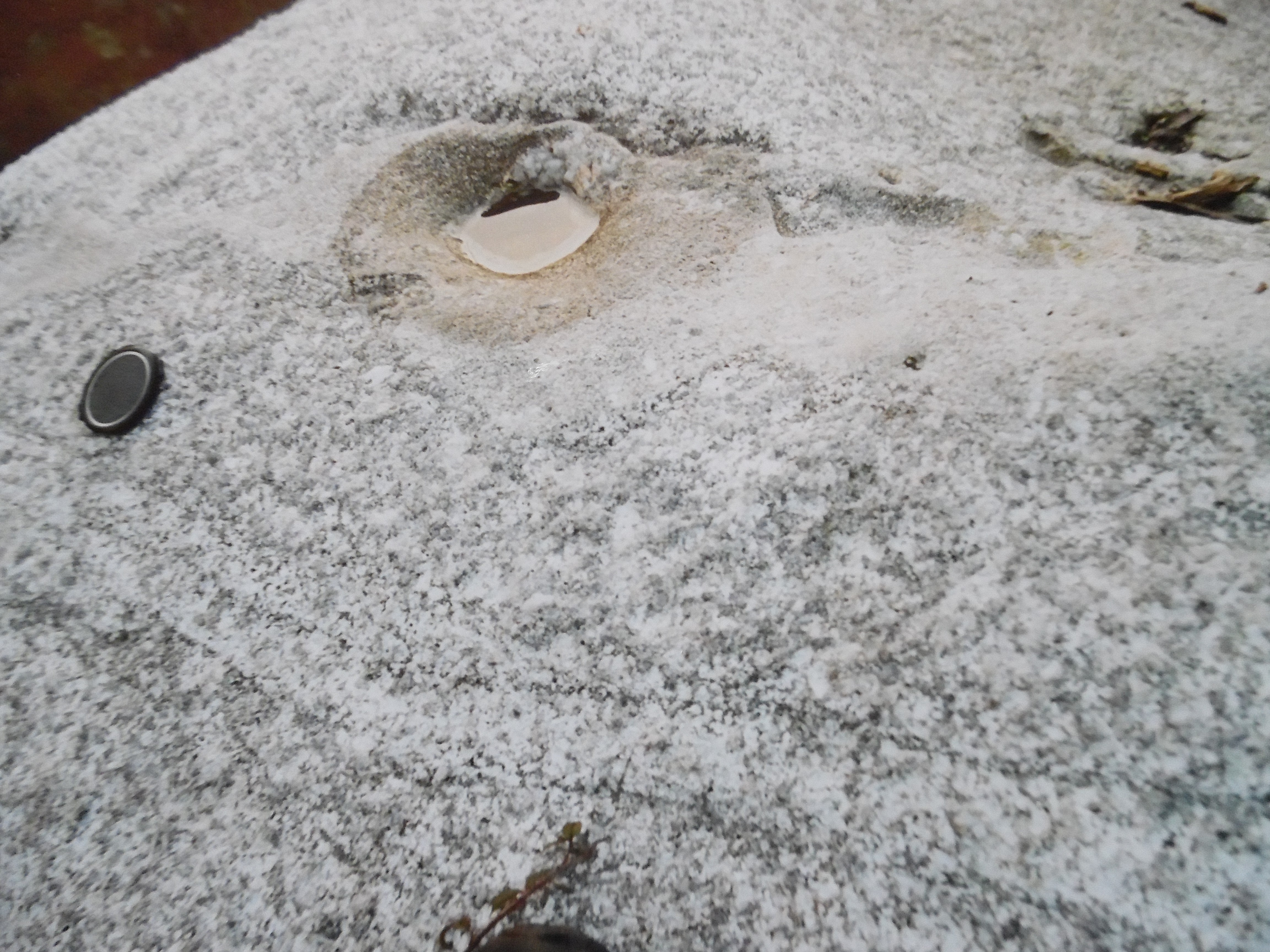
Magmatische Schlieren in der grobkörnigen Fazies des Piégut-Pluviers-Granodiorits bei La Chapoulie, Nontron

Das deutsche Wort Schliere bezeichnet ursprünglich eine Verunreinigung bzw. Eintrübung in Gläsern. Der deutsche Begriff wurde erstmals im Jahr 1906 von Grove Karl Gilbert ins Englische eingeführt, um lagige Mineralabsonderungen zu kennzeichnen. 

## Beschreibung
Schlieren sind eine Ausdrucksform von Foliation in Granitoiden. In den meist flächigen bis bänderartigen, ungleichförmigen, im Anschnitt gestreckten und bewegt erscheinenden Srukturen reichern sich während des magmatischen viskosen Fließens grobkörnige mafische Minerale an – überwiegend Biotit und Hornblende, aber auch Akzessorien mit Seltenen Erden wie beispielsweise Allanit, Titanit sowie Apatit und Zirkon. Auch Megakristalle von Alkalifeldspat können sich anlagern. Die Eisen-Magnesiumminerale liegen als ebene Scheiben, eben bis lineare Klingen oder als rein lineare Bleistiftformen vor. Sie können in Schlieren bis zu einem Faktor 10 und darüber angereichert sein. Biotit und Hornblende weisen gewöhnlich in Graniten im Modus nicht mehr als 4 Volumenprozent auf, können aber in Schlieren durchschnittlich um die 40, ja gar bis 60 Volumenprozent erreichen.
Die Längendimension von Schlieren reicht vom Meter- bis zum Kilometerbereich. Ihr Kontakt zum Wirtsgestein ist in der Vielzahl der Fälle scharf, kann aber auch als allmählicher Übergang erfolgen. Oft ist auch eine Asymmetrie zu beobachten, mit einer scharfen Begrenzung auf einer Seite und einem stetigen Übergang auf der anderen. Die Dicke von Schlierenbändern bzw. Schlierenpaketen bewegt sich gewöhnlich im Dezimeterbereich.
Die Ansprache von Schlieren sollte sorgfältig erfolgen, da rein kompositionell bedingte Lagenbänderung (Englisch compositional banding) teilweise sehr ähnlich aussehen kann.

## Strukturen

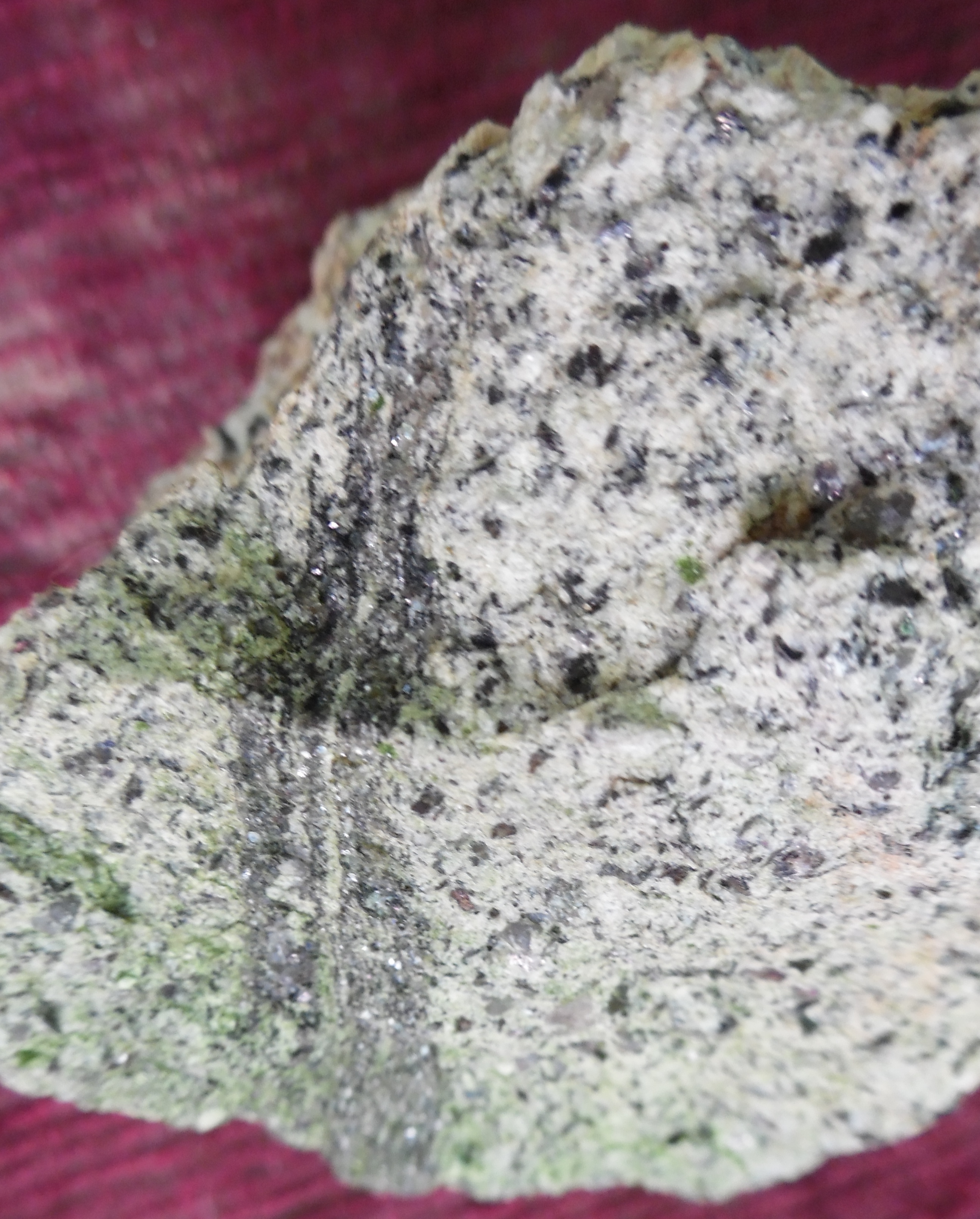
Schlieren in der grobkörnigen Fazies des Saint-Mathieu-Leukogranits

Neben flach liegenden, gelegentlich auch sehr steil einfallenden, ebenen Bändern sind auch andere Geometrien bekannt – zu sehen beispielsweise zwiebelschalig angeordnete Bänderabfolgen, Schläuche (so genannte Leitergänge, Englisch ladder dikes oder auch schlieren tubes – wurden von Ernst Cloos als Bogenschlieren bezeichnet), Ringe (Englisch schlieren rings), Ellipsen bzw. Ellipsoide, Spiralen, schneckenartige Strukturen und auch spinnenförmige Anordnungen. Weitere, an Sedimente erinnernde Schlierenstrukturen sind Auskolkungen und deren Wiederverfüllungen (Englisch scour-and-fill), gebogene Schlierenpakete, die von höherliegenden Paketen abgeschnitten werden und Rutschungen (Englisch slumps). 
Einzelschlieren und Schlierenpakete sind in ihrer horizontalen Ausdehnung oft gebogen. Sie können sich aufspalten, sich wiedervereinen und auch sehr unregelmäßig zusammengesetzte Strukturen herausbilden.
Einmal gebildete Schlierenstrukturen können später von neuen Magmapulsen durchdrungen oder an synmagmatischen Störungen durch Setzungsbewegungen innerhalb der sich verfestigenden Magmakammer verschoben werden. Manchmal stehen mafische Schlieren auch mit lokal begrenzten sekundären Schmelzabsonderungen des Wirtsplutons im Zusammenhang. Sie sind in diesem Fall als Restit bzw. Melanosom zu deuten.
Ein Schlierenbogen (Englisch schlieren arch) markiert einen Intrusivkörper, dessen die Fließbewegung nachzeichnende Schlieren sich am Intrusionsrand konzentrieren, die aber im Inneren praktisch fehlen. Beim Schlierendom (Englisch schlieren dome) konzentrieren sich die Schlierenlagen in einem Scheitelpunkt im Innern der Intrusion. Schlierentröge (Englisch schlieren troughs) sind bogenartige, trogförmige, mit Schlieren erfüllte Einsenkungen/Depressionen, die oft Gradierungen innerhalb der Schlieren aufweisen können. 

## Entstehung
Die Entstehungsweise von Schlieren ist nicht in allen Fällen restlos geklärt, sie dürfen aber generell als Ausdrucksformen der Bewegungen im Innern einer Magmenkammer interpretiert werden. Sie spiegeln daher viskose Deformationen wider, die noch vor dem endgültigen Einfrieren des granitischen Kristallbreis (mit 50 und mehr Prozent an Kristallen) stattgefunden haben. 
Mögliche Ursachen im Einzelnen betrachtet sind vor allem differentielle magmatische Fließbewegungen (insbesondere konvektiver Natur – die Bewegungen erfolgen hierbei nicht immer nur laminar, sondern gelegentlich auch turbulent – d. h. sich einrollend, strudelförmig oder schlauchartig.) Weitere Ursachen sind die viskose Zerscherung von xenolithischen Einschlüssen, das Absinken von Einschlüssen im Magmabrei und das Aufsteigen von Blasen während der Entgasungsphase. Die Fließbewegungen führen gemäß dem Bagnold'schen Effekt zu einer Sortierung nach Korngröße und Dichte (Englisch flow sorting), aber zu keiner plastischen Verformung der sich bildenden Kristalle (Anmerkung: Bagnold's Ergebnisse werden jedoch mittlerweile in Frage gestellt). Die so entstandenen Schlierenlagen können gradierte Schichtung, umgekehrte gradierte Schichtung und auch Schrägschichtung vorweisen (ein sehr ähnlicher Effekt kann aber auch bereits durch die gravitative Sinkbewegung der heranwachsenden Kristalle erzielt werden). Denkbare Mechanismen der Schlierenanreicherung sind ferner filterartiges Abpressen der Schmelze (Englisch filter pressing) und auch Diffusion.
Konzentrische Schlierenformen werden als Vortexstrukturen gedeutet, die durch auf- oder absteigende Strömungen gebildet wurden. Die Schneckenformen dokumentieren wahrscheinlich die Bewegung großer Blasen durch den Kristallbrei.

## Fazit
Es kommen folglich eine ganze Reihe von Prozessen, die zur Entstehung von Schlieren beitragen, in Frage. Hierzu gehören vor allem die Fließbewegungen des sich verfestigenden Magmenbreis (Englisch magma mush), gravitär bedingte Absinkbewegungen, wiederholte Magmeninjektionen und Magmenpulse, Eindringen kleiner Magmendiapire und ungenügende Homogenisierung bei fortgeschrittener Anatexis. 
Trotz relativ intensiver wissenschaftlicher Auseinandersetzung mit der Entstehungsweise von Schlieren fehlen nach wie vor ausgereifte Studien, die ihre Natur mit dem Wachstum und der thermischen Entwicklung der Magmenkammer in Beziehung setzen.

## Bedeutung
Die Bedeutung von Schlieren liegt in der Tatsache begründet, dass sie oft den letzten physikalischen Prozess darstellen, der auf das Magma eingewirkt hat. Sie sind daher zur Ermittlung der Magmenkammerndynamik entscheidend. Überdies können sie sehr hilfreiche Anhaltspunkte zur Feststellung des Intrusions- und Kristallisationszeitpunkts im Vergleich zur regionalen Verformungsgeschichte liefern.

## Vorkommen
Schlieren erscheinen weltweit in magmatischen Intrusivgesteinen, insbesondere in Granitoiden und deren Verwandten. Sie treten auch in Migmatiten auf, welche dann als Schlierenmigmatite bezeichnet werden. In ihnen sind biotitreiche Relikte des Paläosoms – Amphibolite oder auch Kalksilikatfelse – zu mitunter verdrehten Schlieren aufgelöst. 
Schöne Beispiele für Schlieren finden sich im Cathedral-Peak-Granodiorit in der Sierra Nevada in den Vereinigten Staaten. Steil stehende Schlieren, die mit Einschlüssen assoziiert sind, charakterisieren die Vinalhaven-Intrusion in Maine.
Ringförmige Schlieren können im South Mountain Batholith auf Nova Scotia beobachtet werden. Interessante, mit Orbikulartexturen assoziierte Schlieren erscheinen im Ploumanac’h-Granit in der Bretagne sowie in Migmatiten des französischen Migmatit-Terrans von Saint-Malo. Der Tavares-Pluton in Brasilien enthält zahlreiche Leitergänge. Ellipsoidale Schlieren kennzeichnen den Flores-Stock in der Borborema-Provinz Brasiliens.
Der Intrusivkomplex um den Fürstensteiner Diorit im Bayerischen Wald beherbergt schlauchartige Schlieren.